# PokéPark Wii: Pikachu's Adventure
PokéPark Wii: Pikachu's Adventure (ポケパークWii ～ピカチュウの大冒険～ PokePāku Wii Pikachū no Daibōken) es un videojuego spin-off de la serie Pokémon para Wii, desarrollado por Creatures Inc. y publicado por The Pokémon Company y distribuido por Nintendo. Fue lanzado el 5 de diciembre de 2009, en Japón, el 9 de julio de 2010, en Europa, el 23 de septiembre de 2010, en Australia, y el 1 de noviembre de 2010, en América del Norte.
Se volvió a publicar en el servicio eShop de Wii U en Europa y Australia el 16 de julio de 2015.

## Trama
Un día, mientras juega con Charmander, Chikorita y Piplup, Pikachu es enviado al PokéPark, donde el legendario Pokémon Mew le dice que las 14 piezas del Prisma Celeste que protege el parque, que se ha roto, han desaparecido. Con sus amigos, Pikachu emprende una aventura para encontrarlos en el PokéPark, que abarca varias zonas como la pradera y las zonas de lava. Pikachu se hace amigo de otros Pokémon y puede usar sus habilidades para limpiar varias atracciones en el PokéPark. Al despejar las atracciones, el jugador obtendrá trozos del Prisma del Cielo; después de recibir todas las piezas, Pikachu debe jugar un juego difícil de salto de obstáculos con Mew, luego debe luchar con él y finalmente jugar un juego de persecución; después de todo esto todo está resuelto y el PokéPark vuelve al estado amistoso y pacífico.
En la batalla, Pikachu es capaz de usar Rayo, Dash y eventualmente Cola Ferrea; estos pueden ser mejorados para volverse más poderosos. También, puede saltar y hacer un giro para tirar a su enemigo en un río, lago, etc.

## Características
Los jugadores pueden hacer amigos a través de varios minijuegos también, como jugar Batalla, Ocultar y buscar, Chase, jugar a Salto de obstáculos, o completando un cuestionario. Algunas de las principales atracciones del parque contarán con la participación de Pikachu y su compañero Pokémon, que correrá contra reloj para batir ciertos goles o desviar rocas y ganar puntos con el mando de Wii, agitándolo y pulsando botones. Los jugadores también pueden tomar capturas de pantalla del juego y guardarlas en una tarjeta SD o en el tablón de Wii.

## Desarrollo
El 10 de octubre de 2009, Nintendo reveló el juego y dijo que saldrá a la venta el 5 de diciembre de 2009, en Japón. El 27 de mayo de 2010, el juego fue revelado en Europa y fue lanzado el 9 de julio de 2010. Nintendo reveló el juego en América durante el E3 2010 y salió a la venta el 1 de noviembre de 2010.

## Secuela
El 12 de septiembre de 2011 se reveló una secuela, PokéPark 2: Wonders Beyond. Fue lanzado el 12 de noviembre de 2011, en Japón como PokéPark 2: BW - Beyond the World. Fue lanzado el 27 de febrero de 2012, en Norteamérica y el 23 de marzo de 2012, en Europa.

## Recepción
PokéPark Wii: Pikachu's Adventure ha recibido críticas mixtas. Tiene una puntuación Metacrítica de 62/100 y una puntuación de GameRankings de 64,80%. Mientras discutían la calidad mixta de los juegos de consola' Pokémon', el colaborador de los Retronauts Justin Haywald lo mencionó como ejemplo. IGN dio al juego una de sus críticas más positivas de 7.5 o "bueno", citando algunas cuestiones de control ocasionales y una historia infantil como sus principales defectos.